# レッドマローダー
レッドマローダー (Red Marauder) はイギリスの競走馬。2001年のグランドナショナルに優勝した。
1993年10月の3歳ハードルでデビューした。グランドナショナル以外では1998年11月にファーストナショナルバンクゴールドカップに優勝するなど8勝を挙げている。
レッドマローダーは2000年のグランドナショナルに11ストーン2ポンド（約70.8キログラム）の斤量で初出走した。しかしながら、前走のレーシングポストチェイスで2番人気となりながら飛越に難を見せて大差の6着に敗れたことにより単勝オッズ41倍の低評価となり、レースでも転倒により競走中止となった。
翌2001年のグランドナショナル。ハンデは10ストーン11ポンド（約68.5キログラム）に設定され、単勝は前年と同様に41倍だった。
この年のグランドナショナルは雨が降り続く中でのスタートとなり、コースは水が浮くほどの不良馬場で行われた。レースは馬場に足を取られて落馬、転倒を起こす馬が続出し、第8障害のキャナルターンでは、第3障害で騎手の落馬により空馬となって馬群の外を走っていたパディズリターンが障害直前で内側に斜行。中段馬群に突っ込み計9頭を競走中止に追い込んだ。第15障害のザチェアーで1番人気のエドモンド、2004年に優勝することになるアンバリーハウスが転倒し、2周目に入り、競走している馬は7頭。そして第20障害でルウェリン騎手がボーから落馬すると、残すはレッドマローダーとスマーティの2頭のみとなった。レッドマローダーは第27障害で飛越失敗により一時スマーティにリードを許すが、最後は完全にばてたスマーティを引き離し30秒の差をつけて優勝した。3、4着には第19障害で空馬の妨害により落馬していたブローイングウインドと前年の優勝馬パピヨンにトニー・マッコイ、ルビー・ウォルシュがそれぞれ再騎乗して入線した。勝ちタイムは11分0秒1。全馬、騎手ともに異常はなかった。
レッドマローダーは2年近い休養を経て2003年の2月のハードル競走で復帰し4着となるが、結局これが最後の競走となった。